# SOS (Rihanna-Lied)

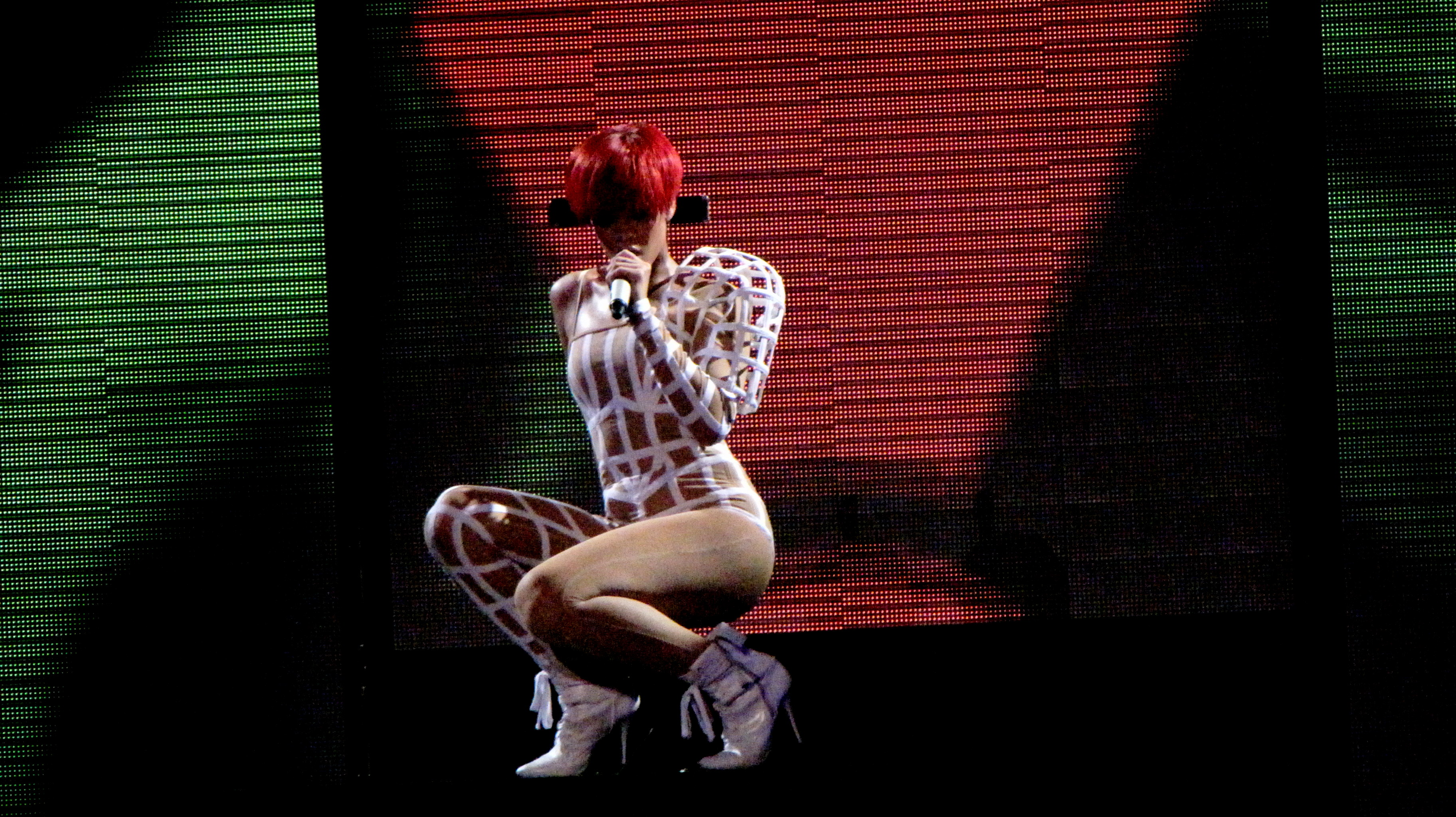
Rihanna singt den Song bei ihrer Last Girl on Earth Tour 2010

SOS, auch SOS (Rescue Me), ist ein 2006 veröffentlichtes Song der barbadischen R&B-Sängerin Rihanna. Das Lied ist die erste Single von ihrem Album A Girl Like Me, und es ist ihr erster von insgesamt vierzehn Nummer-eins-Hits in den Vereinigten Staaten.

## Hintergrund
Ursprünglich sollte der Titel von Christina Milian für ihr Album So Amazin’ gesungen werden, die jedoch das Lied ablehnte. Der CEO der Island Def Jam Music Group, L.A. Reid, bot daraufhin Rihanna den Titel an.

## Komposition und Produktion
Der Text wurde von J. R. Rotem, Evan „Kidd“ Bogart sowie Ed Cobb verfasst. Es handelt von dem berauschenden und doch befremdlichen Gefühl, sich in jemanden zu verlieben und sich selbst untypisch zu verhalten.
Das Lied wurde im Oktober 2005 aufgenommen und am 7. Februar 2006 veröffentlicht. Als Produzent war der schon beim Text beteiligte J. R. Rotem verantwortlich. Er verwendete das aus dem Jahr 1981 stammende Hauptthema von Soft Cells Tainted Love. Auch die Textstelle „You got me tossin’ and turnin’ and I can’t sleep at night“ wurde aus der Vorlage übernommen.

“I heard ‘Tainted Love’ and wanted to take the bass line and update it with a new swing. When I gave the track to Evan, the 80s feeling was already in the track.”

Der Titel referenziert an mehreren Stellen Lieder der 1980er Jahre. So greift das Lied immer wieder Zitate aus anderen Titeln dieser Dekade auf. Darunter a-has Take On Me, Cutting Crews (I Just) Died in Your Arms, Tears for Fears’ Head over Heels, Michael Jacksons The Way You Make Me Feel und Modern Englishs I Melt with You sowie Kim Wildes You Keep Me Hanging On.
Auch Lieder der 1970er Jahre werden aufgegriffen. So zitiert der Titel auch Elton Johns Tiny Dancer. Der Name des Liedes ist eine Referenz auf ABBAs SOS.

## Single-Inhalt
Auf der Single in Deutschland ist neben dem Radio Edit auch die Instrumentalversion sowie das Musikvideo enthalten. Als zusätzlichen Titel enthält es das Lied Break It Off.

## Musikvideo
Das offizielle Musikvideo wurde unter Regie von Chris Applebaum gedreht und feierte am 23. März 2006 bei MTVs Total Request Live und MuchMusics MuchOnDemand Premiere. Das Musikvideo ist ein typisches Tanzvideo, welches choreografisch vereinzelte Textstellen darstellt und unterteilt sich in verschiedene visuelle Themen. So tanzt Rihanna unter anderem zusammen mit einem männlichen Tänzer in einem auf das Paar gerichteten Spotlight, in dem er sie von sich weg stößt. Immer wieder zeigt das Video Szenen, in denen Rihanna mit männlichen wie auch weiblichen Backgroundtänzern auftritt, aber auch Solochoreografien tanzt. Visuell wird dabei stark auf Überblendungseffekte zurückgegriffen.

## Rezeption

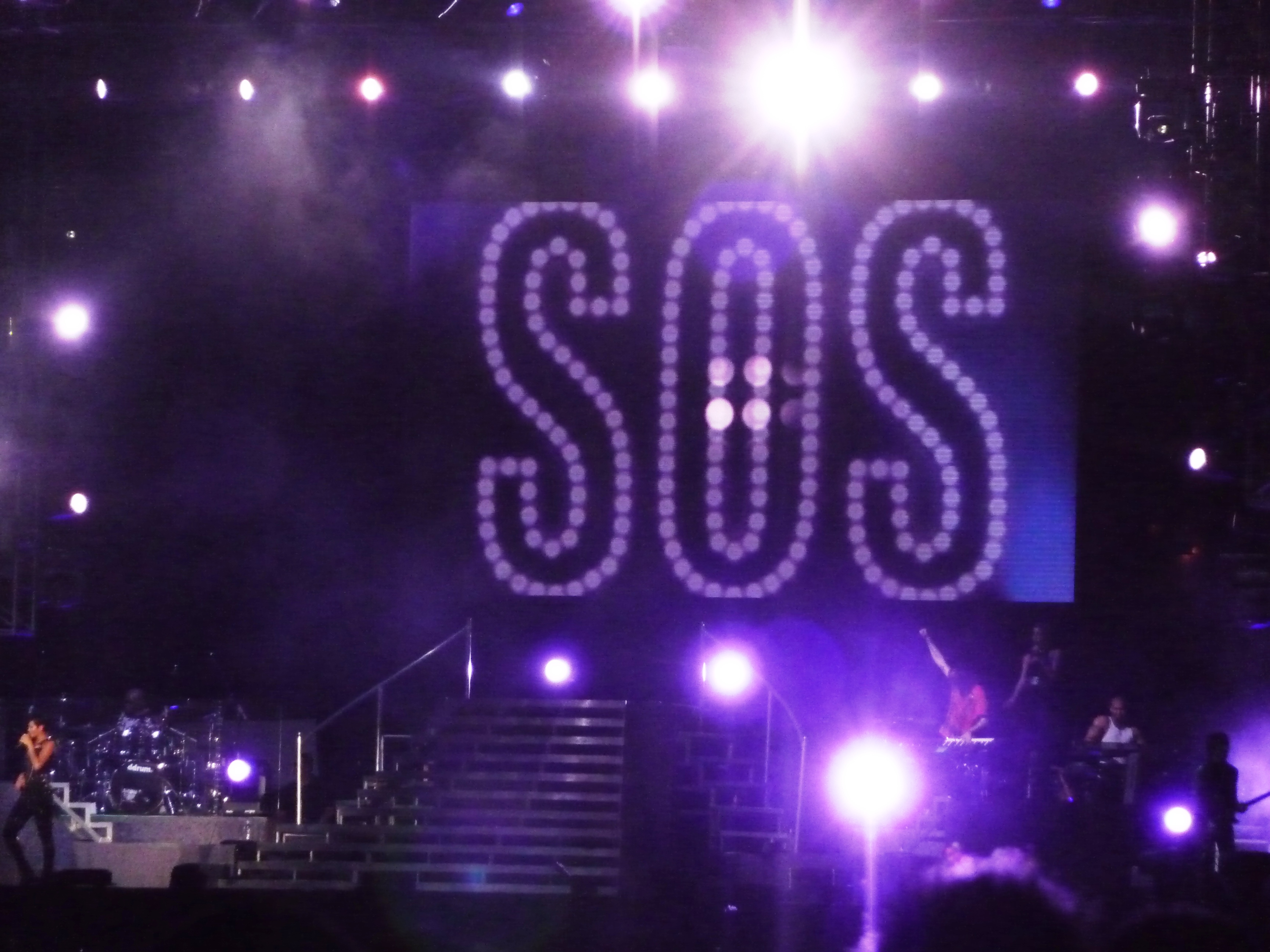
Rihanna sang den Song unter anderem auf ihrer Good Girl Gone Bad Tour 2007–2009

- Billboard Music Awards 2006: Hot Dance Airplay Song of the Year[4]
- MuchMusic Video Awards 2006: Best International Artist Video

## Kommerzieller Erfolg

### Chartplatzierungen
In den Vereinigten Staaten erreichte der Titel Platz 1 der Billboard Hot 100, Pop 100, Hot Dance Music/Club Play, Hot Dance Airplay, Hot Digital Songs und den Hot Digital Tracks. Bei den Pop 100 Airplay erreichte der Song Platz 2. SOS durchbrach die 2.000.000 Downloads Marke in den USA.
Der Titel wurde Rihannas erster Nummer-eins-Hit in Australien und blieb acht Wochen an der Spitze. In Großbritannien und Deutschland kam das Lied bis auf Platz 2. Nach 13 Wochen wurde der Song aus den britischen Single-Charts entfernt, da sich ein Remix von SOS auf der Single zu Unfaithful befindet. Die Regeln der britischen Charts besagen, dass eine aktuelle Single keinen Remix einer vorangegangenen Single haben darf, wenn sich diese noch in den Charts befindet.
| ChartsChartplatzierungen       | Höchstplatzierung | Wochen |
| ------------------------------ | ----------------- | ------ |
| Deutschland (GfK)              | 2 (20 Wo.)        | 20     |
| Österreich (Ö3)                | 4 (28 Wo.)        | 28     |
| Schweiz (IFPI)                 | 3 (33 Wo.)        | 33     |
| Vereinigte Staaten (Billboard) | 1 (28 Wo.)        | 28     |
| Vereinigtes Königreich (OCC)   | 2 (13 Wo.)        | 13     |

| ChartsJahrescharts (2006)      | Platzierung |
| ------------------------------ | ----------- |
| Deutschland (GfK)              | 25          |
| Österreich (Ö3)                | 26          |
| Schweiz (IFPI)                 | 20          |
| Vereinigte Staaten (Billboard) | 19          |
| Vereinigtes Königreich (OCC)   | 9           |

### Auszeichnungen für Musikverkäufe
| Land/Region                  | Auszeichnungen für Musikverkäufe (Land/Region, Auszeichnung, Verkäufe) | Verkäufe  |
| ---------------------------- | ---------------------------------------------------------------------- | --------- |
| Australien (ARIA)            | 2× Platin                                                              | 140.000   |
| Brasilien (PMB)              | 3× Platin                                                              | 180.000   |
| Dänemark (IFPI)              | Platin                                                                 | 15.000    |
| Deutschland (BVMI)           | Gold                                                                   | 150.000   |
| Japan (RIAJ)                 | Gold                                                                   | 500.000   |
| Neuseeland (RMNZ)            | Platin                                                                 | 30.000    |
| Schweden (IFPI)              | Gold                                                                   | 100.000   |
| Vereinigte Staaten (RIAA)    | 3× Platin (Single) · + Gold (Mastertone)                               | 3.500.000 |
| Vereinigtes Königreich (BPI) | Platin                                                                 | 600.000   |
| Insgesamt                    | 4× Gold · 11× Platin ·                                                 | 4.725.000 |

Hauptartikel: Rihanna/Auszeichnungen für Musikverkäufe

## Live-Auftritte
Rihanna sang den Song unter anderem bei ihrer Rihanna: Live in Concert Tour 2006, ihrer Good Girl Gone Bad Tour 2007 bis 2009 und ihrer Last Girl on Earth Tour 2010 bis 2011.
Außerdem sang sie den Song bei den MTV Europe Music Awards 2006.